# Академия Святого Луки (Париж)
Академия Святого Луки (фр. Académie de Saint-Luc) — гильдия французских живописцев, основанная в 1391 году прево Парижа. Затем её права и статут были подтверждены королём Карлом V. Альма-матер многих выдающихся живописцев. Просуществовала до 1777 года.

## История Академии
Французская Академия Святого Луки была создана для тех же целей, что и другие одноимённые гильдии художников, называвшиеся в честь апостола — легендарного покровителя живописцев. Начиная с XVII века членами Академии Святого Луки становились художники, которые по различным причинам не могли попасть в основанную в 1648 году Королевскую Академию живописи и скульптуры. Она соперничала с монополией Королевской Академии. 
Эта конкуренция, в частности, со временем заставила Академию Святого Луки проводить собственные художественные выставки. Первая из них состоялась в 1771 году, а последняя — за два года до закрытия гильдии. В 1774 году в Академии экспонировали произведения портретистки Аделаиды Лабиль-Жиар. За год до закрытия, в 1776 году, деятельность Академии была описана в альманахе фр. «L’Almanach historique et raisonné des architectes, peintres, sculpteurs, graveurs et ciseleurs de Paris» (в переводе — «Исторический альманах парижских архитекторов, художников, скульпторов и граверов»). 
Академия вошла в историю, прежде всего, как центр обучения живописи, где все желающие могли видеть и копировать знаменитые произведения искусства. Парижская академия Святого Луки также осуществляла благотворительную деятельность. Располагалась около церкви Сен-Дени-де-ла-Шартр (фр. Saint-Denis-de-la Chastre; не следует путать с базиликой Сен-Дени) на острове Ситэ в центре Парижа.

## Некоторые живописцы и гравёры, связанные с Академией
- Кар, Лоран
- Миньяр, Пьер
- Шарден, Жан Батист Симеон
- Эйзен, Шарль
- en:Nicolas Fouché
- Кухарский, Александр
- Лаллеман, Жан-Батист
- Патель, Пьер Антуан (Патель Младший)
- Перье, Франсуа
- Рагене, Жан Батист
- Сент-Обен, Габриель-Жак де
- Верне, Клод Жозеф
- en:Guillaume Voiriot